# حاجی‌آباد ملو
حاجی‌آباد ملو، روستایی از توابع بخش وراوی شهرستان مهر در استان فارس ایران است.
اين روستا در ۱۶ كيلومتري مسير لامرد – مهر که جنوبی ترين شهرستان در استان فارس محسوب میشود،  قرار گرفته است.
این روستا جزو بخش مركزي شهرستان لامرد بود ولی در  سال ۱۳۸۰  از توابع بخش وراوی و شهرستان مهر شد كه فاصله آن تا مهر ۲۲ كيلومتر مي باشد .
اين روستا حد فاصل روستاهاي چاه گزی و نورآباد واقع شده و از شمال به روستاي تل ملو پايينی و از جنوب به كوهستان ختم می شود.
نقاط باستانی
۱- خرابه هاي ملو
۲- باقي مانده روستاي گبر نشين
۳- بركه و چاه دولوو
۴- سد ساروجی و قنات های دره كلات
۵- گورين
۶-حوضين

معرفی
محدوده تل ملو مشتمل بر سه روستای ۱-مزرعه ملو ۲-حاجی آباد ملو (تل ملو بالایی) ۳- تل ملو پایینی است.
تنگ ملو هم از رودخانه های بزرگ فصلی می باشد که از باستان تا کنون محل کشت و زرع بوده و قنات های باستانی در آن وجود داشته است
امتیاز آب تنگ ملو در سال ۸۸ توسط شرکت گاز به مبلغ ۱.۶ میلیارد تومان از اهالی پیگیر خریداری شده است.

## جمعیت
جمعیت آن ۱۰۳ نفر (۲۷ خانوار) است.